# 四国学院大学
四国学院大学（しこくがくいんだいがく、英語: Shikoku Gakuin University）は、香川県善通寺市文京町3-2-1に本部を置く日本の私立大学。1949年創立、1962年大学設置。

## 大学の概要

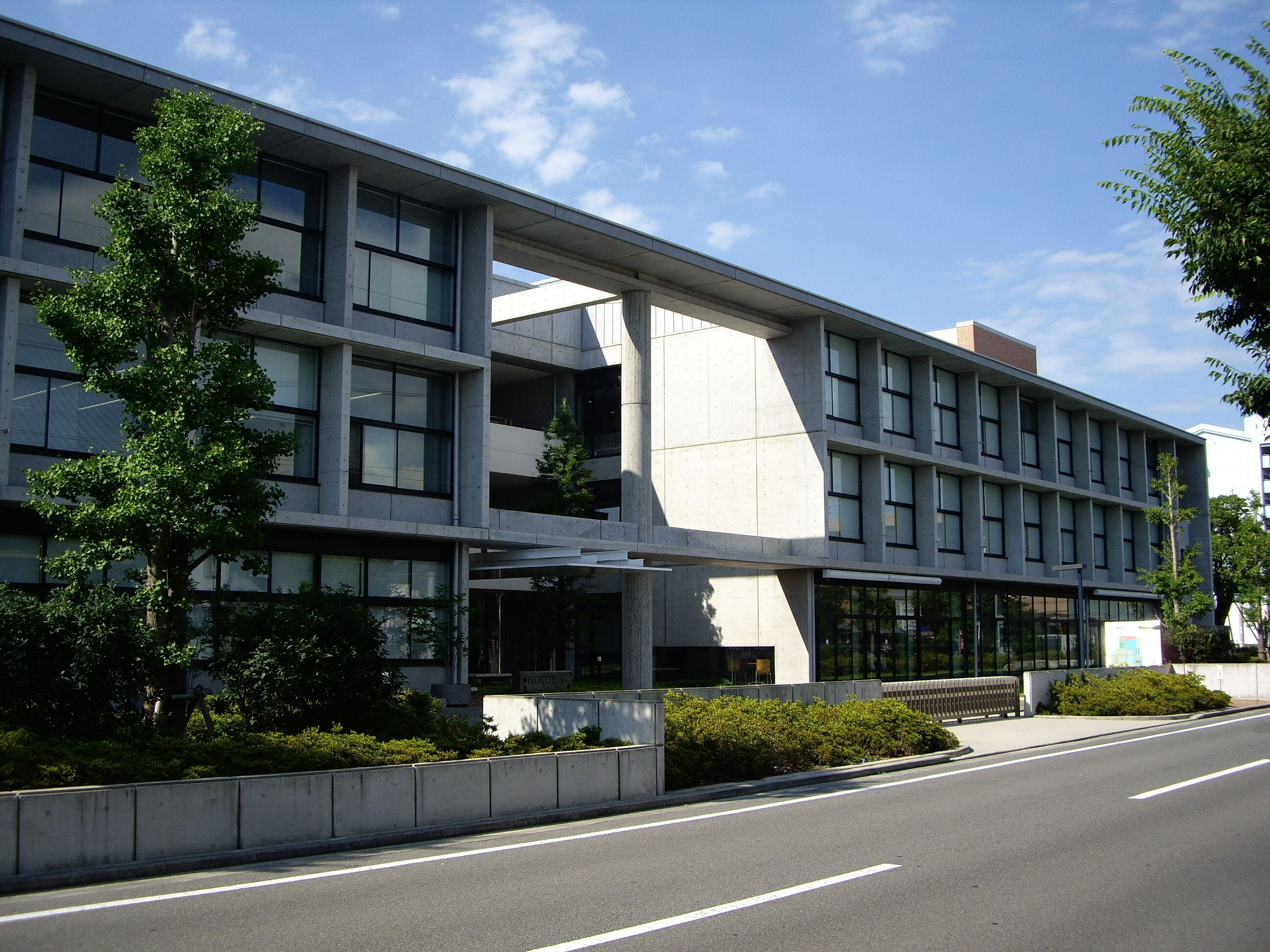
ノトス館

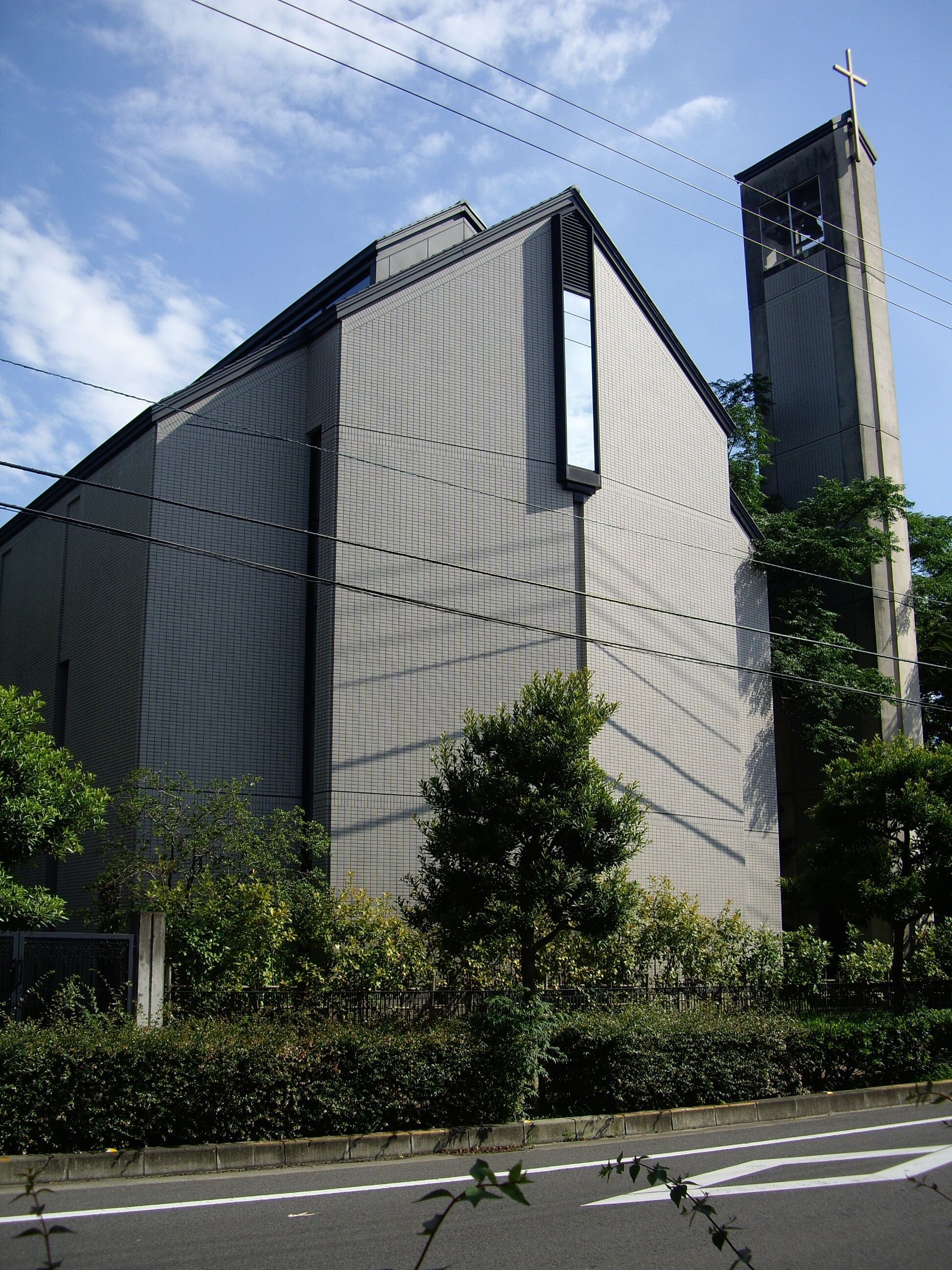
清泉礼拝堂（チャペル）

プロテスタント・福音主義キリスト教信仰に立つリベラル・アーツ・カレッジとして米国南長老教会が設立し、併設校に四国学院短期大学があった。
1992年（平成4年）までは教員全員が信仰告白したクリスチャンであることを定めた、日本で唯一のクリスチャン条項を守っていた。日曜日（主の日）には、教会（行事）への出席・参加を妨げないように、大学としての公の業務を避けている。現在でも毎日学内のチャペルにて、各教員や牧師がキリスト教の説教を行う。
障害を持つ学生を積極的に受け入れており、ノートテイクサービスによる講義受講支援、学内での生活を支援するアテンダントサービス等を行っている。
2010年度（平成22年）よりシラバスに全国でも珍しいメジャー制度を導入した。ただし珍しすぎて、それが何かは事務職員でも説明が難しいとされる。
大学院社会福祉学専攻は、関西以西で最も古くに設置された社会福祉大学院である。また四年制大学昇格時に設置された文学部基督教学科・社会福祉専攻コースは、当時四国における唯一の社会福祉専攻コースだった。
大学設立から1992年（平成4年）までの単科大学時代（文学部のみ）は、英語表記に「Shikoku Christian College」を用いていた。
1992年（平成4年）に社会学部が設立され、「Shikoku Gakuin University」 に変更された。

## 建学の精神（校訓・理念・学是）

### 建学憲章
四国学院では1991年（平成3年）に「四国学院建学憲章」を定めており、キリスト教への信仰に立脚した人格の尊厳や自由に基づいた研究や教育の実現を謳っている。2010年（平成22年）に、学院創立60周年を機に、学院＆ユニバーシティ・モットーと建学憲章の改訂を行った。

### 学風および特色

#### 被差別少数者枠
同和地区出身者の他、沖縄県出身者、在日韓国・朝鮮人、アイヌ、奄美群島出身者の特別推薦枠を設けている。理由として「根深い社会的差別のなかで大学教育（高等教育）を受ける権利を制限されてきた人々への格差是正処置の一つ」と説明している。
枠を設ける際に相談を受けたという元沖縄キリスト教短大学長の平良修は「出願資格にウチナーンチュを加えても、加えなくても反論はあるだろう。と答えた」と振り返り「歴史をきちんと見つめ、まじめな姿勢で取り組んでいると思う。この制度で入学した生徒の生き方が問題だと思う」と話し、この制度を高く評価していることを明らかにした。

## 沿革

### 年表
- 1949年（昭和24年） 財団法人四国基督教学園が設置認可。
- 1950年（昭和25年） リベラル・アーツ・カレッジ四国基督教学園（4年制・男子のみ）が開学
- 1959年（昭和34年） 学校法人四国学院の設置が認可。四国学院短期大学（基督教科・英語科）を設立
- 1962年（昭和37年） 四国学院大学を設立。文学部（英文学科、基督教学科）を設置
- 1966年（昭和41年） 文学部に社会福祉学科を設置
- 1967年（昭和42年） 基督教学科を改組して人文学科を設置
- 1972年（昭和47年） 大学院文学研究科社会福祉学専攻修士課程を設置
- 1973年（昭和48年） 文学部に教育学科を設置
- 1982年（昭和57年） 文学部に社会学科を設置
- 1992年（平成04年） 文学部を文学部（英文学科、人文学科、教育学科）と社会学部（社会福祉学科、応用社会学科）に改組
- 2000年（平成12年） 大学院社会学研究科社会学専攻修士課程を設置
- 2001年（平成13年） 大学院文学研究科比較言語文化専攻修士課程を設置
- 2003年（平成15年） 社会学部にカルチュラル・マネジメント学科を設置。文学部の英文学科を言語文化学科に名称変更
- 2004年（平成16年） 社会学部の社会福祉学科を社会福祉学部社会福祉学科へと改組
- 2005年（平成17年） 社会福祉学部に子ども福祉学科を設置。大学院社会学研究科の社会福祉学専攻を社会福祉学研究科社会福祉学専攻に改組
- 2006年（平成18年） 四国学院短期大学を廃止
- 2010年（平成22年） 19メジャー+1マイナー制度を導入。あわせて、文学部各学科を人文学科に、社会福祉学部各学科を社会福祉学科に、社会学部各学科をカルチュラル・マネジメント学科に改組？

## 基礎データ

### 所在地
- キャンパス（香川県善通寺市文京町3-2-1）

## 教育および研究

### 組織

#### 学部
- 文学部
  - 人文学科
- 社会福祉学部
  - 社会福祉学科
- 社会学部
  - カルチュラル・マネジメント学科

#### 大学院
- 文学研究科
  - 比較言語文化専攻
- 社会学研究科
  - 社会学専攻
- 社会福祉学研究科
  - 社会福祉学専攻

#### 附属機関
- 宗教センター
- キリスト教教育研究所
- 総合教育研究センター
- 学生支援センター
- 図書館

## 学生生活

### 部活動・クラブ活動・サークル活動
- 四国学院大学硬式野球部
- 四国学院大学サッカー部

## 大学関係者と組織

### 大学関係者一覧
教員
- 久保紘章（社会福祉学者）元教授。法政大学元教授。
- 中園康夫（社会福祉学者）名誉教授。ノーマリゼーション理論を日本に初めて紹介した。
- 田尾和俊 (郷土文化研究家）教授。元タウン誌編集長。元ラジオDJ。現在の讃岐うどんブームの仕掛け人。
- 本広克行（映画監督）客員教授。『踊る大捜査線』シリーズなどの監督として有名。映画『サマータイムマシン・ブルース』は本学が舞台。香川県出身。
- 平田オリザ（劇作家・演出家）学長特別補佐・客員教授。劇団「青年団」主宰。教育現場において演劇を活用したコミュニケーション教育のワークショップを展開する。
- 八巻正治　尚絅学院大学元教授　ラブリー・チャペル元牧師（元社会福祉学部教授）
- TAKA (ヒップホップ・ミュージシャン)（ラッパー、心理学者）助教。メジャーレーベルで活動している日本人ラッパー初の公認心理師、臨床心理士。

出身者
- 服部健二 - 哲学研究者、立命館大学名誉教授
- 徳弘正也（漫画家）
- 天野浩一（元プロ野球選手）
- 空山基（イラストレーター）
- タリキ（お笑いコンビ）
- 高野圭佑（元プロ野球選手）
- 水上由伸（プロ野球選手）
- 富田龍（プロ野球選手）
- 水口拓弥（プロ野球審判員）中退
- 大椿裕子（参議院議員）

## 施設

### キャンパス
- 交通アクセス：JR土讃線善通寺駅下車

映画
- 本広克行の映画作品『サマータイムマシン・ブルース』(2005年9月公開)のメインロケ地としても知られている。代表的なロケ地として、ホワイトハウスと呼ばれる建物の一室がＳＦ研部室であり、外観とともに登場する。

### 寮
四国学院大学には、女子専用の紫苑寮と男子専用の向山寮がある。

## 対外関係

### 地方自治体との協定
- 相互協力についての協定書（1983年締結）
  - 善通寺市立図書館

### 国内大学
- 放送大学[6]

国内留学協定校
- 沖縄キリスト教学院大学

### 海外大学
海外留学協定校
 フィンランド
- タンペレ応用科学大学（英語版）（タンペレ）

 韓国
- 慶一大学校（慶山市）
- 韓瑞大学校（瑞山市）
- 韓南大学校（朝鮮語版）（大田広域市）
- 全州紀全大学（全州市）

 フィリピン
- シリマン大学（英語版）（ドゥマゲテ）

 アメリカ合衆国
- ホイットワース大学（英語版）（ワシントン州スポケーン）
- ロッキーマウンテン大学（英語版）（モンタナ州）
- エッカード大学（英語版）（フロリダ州セントピータースバーグ）

### 係属校
- 学校法人瀬戸内学院
  - 四国学院大学専門学校
  - 四国学院大学香川西高等学校[8]

## 公式サイト
- 四国学院大学
- ウィキメディア・コモンズには、四国学院大学に関するカテゴリがあります。